# Acanthistius ocellatus
Az Acanthistius ocellatus a sugarasúszójú halak (Actinopterygii) osztályának sügéralakúak (Perciformes) rendjébe, ezen belül a fűrészfogú sügérfélék (Serranidae) családjába tartozó faj.

## Előfordulása
Az Acanthistius ocellatus elterjedési területe a Csendes-óceán délnyugati részén található meg.

## Megjelenése
Hossza elérheti a 45 centimétert.

## Életmódja
Az Acanthistius ocellatus mérsékelt övi, tengeri halfaj. A korallzátonyok közelében él, és nem vándorol.